# Gieorgij Stiepanow
Gieorgij Siergiejewicz Stiepanow (ros. Георгий Сергеевич Степанов, ur. 22 maja 1909 w Saratowie, zm. 31 sierpnia 1996 w Moskwie) – radziecki polityk.

## Życiorys
Od 1923 pracował w poligrafii w Saratowie, od 1928 student fakultetu robotniczego (rabfaku) im. Lenina w Saratowie, 1931 sekretarz komitetu Komsomołu poczty głównej w Saratowie. W 1936 ukończył Moskiewski Instytut Energetyczny, później pracował jako inżynier w Saratowskim Kombinacie Energetycznym, w 1938 odbywał służbę w Armii Czerwonej, potem pracował w elektrowni kondensacyjnej w Saratowie, następnie ponownie w Saratowskim Kombinacie Energetycznym. Od marca 1941 członek WKP(b), 1942-1945 kierownik Wydziału Elektrowni Komitetu Obwodowego WKP(b) w Saratowie, jednocześnie od 1943 zastępca sekretarza tego komitetu, 1945-1948 słuchacz Wyższej Szkoły Partyjnej przy KC WKP(b). W latach 1948–1950 pracował w Ministerstwie Finansów ZSRR jako zastępca szefa wydziału, szef Wydziału Finansowania Przemysłu Paliwowego i Elektrowni i szef Zarządu Kontrolno-Rewizyjnego, 1950-1954 kierownik Sektora Organów Finansowych Wydziału Organów Administracyjnych i Handlowo-Finansowych KC WKP(b)/KPZR. Od 1954 do marca 1958 referent sekretarza KC KPZR Nikity Chruszczowa, od marca 1958 do marca 1959 kierownik Sekretariatu Przewodniczącego Rady Ministrów ZSRR, od marca 1959 do grudnia 1964 zarządzający sprawami Rady Ministrów ZSRR. Od grudnia 1964 do października 1965 zastępca przewodniczącego Państwowego Komitetu Produkcyjnego ds. Energetyki i Elektryfikacji ZSRR, od października 1965 do grudnia 1971 wiceminister energetyki i elektryfikacji ZSRR, następnie na emeryturze. Deputowany do Rady Najwyższej ZSRR 6 kadencji. Odznaczony Orderem Czerwonego Sztandaru Pracy i Orderem Czerwonej Gwiazdy. Pochowany na Cmentarzu Wwiedieńskim w Moskwie.